# 오난
오난(Onan)은 가나안 사람 수아의 딸과 결혼한 유다의 둘째 아들로 창세기 38장에 자세히 나오는 인물이다. 오난에게는 형 엘과 남동생 셀라가 있었다. 오난은 그의 아버지 유다로부터 죽은 에르의 아내 다말과 출산하라는 명령을 받은 후 대신 "그 씨가 들어갈 때마다 그의 씨를 땅에 쏟았"기 때문에 "자손이 그의 것이 아니었"기 때문에 야훼에 의해 죽임을 당했다. 이 행위는 "주님 보시기에 불쾌"한 것에 대한 보복으로 자세히 설명되어 있다.
오난의 이야기는 다양한 해석이 있으며, 성교 중단과 자위 행위에 대한 경고 이야기로 간주된다. 다른 분석가들은 그가 부족의 혈통을 이어가라는 아버지의 명령을 거부했기 때문에 살해되었다고 주장한다.

## 성경 기록
8 유다가 오난에게 이르되 네 형수에게로 들어가서 그녀와 결혼하여 네 형에게 씨를 일으키라
9 오난이 그 씨가 자기 것이 되지 아니할 줄 알았으므로 자기 형수에게 들어갈 때에 자기 형에게 씨를 주지 아니하려고 그 씨를 땅에 흘리니
10 주께서 그가 행한 일을 기뻐하지 아니하셨으므로 그도 죽이시니라